# Idioma fulniô-yatê
El fulniô-yatê es una lengua indígena de clasificación dudosa de Brasil. Además se usan los otros nombres para designar al idioma como carnijó, fornió, furniô, yahthe y iatê.
El funiô-yatê es la única lengua indígena sobreviviente en el nordeste de Brasil. Existen dos variantes principales el fulniô y el yatê, que son muy cercanos entre sí.

## Descripción lingüística

### Clasificación
Kaufman (1990) clasificó el fulniô-yatê como una lengua macro-yê y Ayron D. Rodrigues también muestra algunos cognados entre el fulniô-yatê y otras lenguas macro-yê. Sin embargo, Eduardo Ribeiro de la Universidad de Chicago, que trabaja en la clasificación de largo alcance de las lenguas de Brasil, no considera significativa la evidencia y lo clasifica como lengua aislada.

### Fonología
El fulniô-yatê tine el siguiente inventario de consonantes:
|             | Labial | Dental   | Palatal  | Velar | Glotal |
| ----------- | ------ | -------- | -------- | ----- | ------ |
| oclusiva    | p, pʰ  | t, tʰ, d |          | k, kʰ |        |
| africada    |        | ʦ, ʦʰ    | ʧ, ʧʰ, ʤ |       |        |
| fricativa   | f      | s, z     | ʃ        |       | h      |
| nasal       | m      | n        |          |       |        |
| aproximante | w      | l        | j        |       |        |

También existe un sonido oclusivo glotal o saltillo [ʔ], aunque se considera un sonido epentético no contrastivo y por tanto no es parte del sistema fonológico. Los grupos consonánticos se limitan a dos consonantes no aproximantes (y tres si aparece una aproximante /j w/), siendo la sílaba más compleja posible de tipo CCCVC. Meland & Meland analizan las vocales reducidas como /j w/: /tfàltʰùlkja/ 'cruzando (al otro lado)', /kwlèlja/ 'podrido'.
En cuanto a las vocales el inventario está formado por /i ɪ æ a ɔ o u/. Existen muy pocos pares mínimos entre /o/ y /u/, lo cual sugiere que /u/ podría ser un desarrollo tardía, tal vez por influencia del portugués. Todas estas vocales tienen alófonos nasalizados y glotalizados, dependiendo de las consonantes adyacentes. Además las vocales pueden ser fonéticamente largas o breves, procediendo las largas de la asimilación de /h/, siendo prounciadas [Vh] en uno de los dialectos y como [Vː] en el otro, por eso las vocales largas son analizadas fonémicamente como /Vh/. No existen secuencias de dos o más vocales seguidas, cuando fonológicamente concurren dos vocales estás o se funden o aparece una oclusiva glotal epentética.
Además existen dos tonos de nivel (llamados alto y bajo), alofónicamente estos dos tonos de nivel básico dan lugar a tonos de contorno que aparecen junto a consonantes sonoras. Por otra parte las sílabas finales tienden a carecer de contrastes tonales, y las vocales finales tienden a ensordecerse o la elidirse.